# Hassan Gouled Aptidon
Hassan Gouled Aptidon (Somalisch: Xasan Guuleed Abtidoon. Arabisch: حسن جولد أبتيدون, Gerisa, 15 oktober 1916 - 21 november 2006) was de eerste president van Djibouti. Hij was president van 1977 tot 1999. Djibouti werd op 27 juni 1977 onafhankelijk van Frankrijk.
Hassan Gouled speelde een belangrijke rol in Djibouti's strijd voor onafhankelijkheid van Frankrijk. Zo voerde hij campagnes tegen Mahamoud Harbi Farah, Omar Osman Raabe, Aden Awaleh Rooble en andere leden van de Union Républicaine, die het land bij Somalië wilden aansluiten.
Toen in 1958 verkiezingen werden gehouden, was Mahumeds partij grotendeels verdwenen, Mahamoud Harbi overleed later door een vliegtuigcrash. Hassan Gouleds partij won mede door de steun van de Afar-bevolking met een ruime meerderheid de verkiezingen in 1958.
Hassan Gouled diende als vicepresident voor de overheidsraad van 1958 tot april 1959. Toen kreeg hij de zetel van Djibouti in de Assemblée nationale van Frankrijk. Hij was van mei 1977 tot juli 1977 premier van Djibouti.
Hassan Gouled veranderde in 1981 het land in een eenpartijstaat. Hij verklaarde zijn eigen partij, de Rassemblement Populaire pour le Progrès RPP, de enige legale partij. Er brak in 1991 in Djibouti een burgeroorlog uit, tegelijk met de burgeroorlog in Somalië, waarna Hassan Gouled besloot een referendum te houden voor de herinvoering van het meerpartijen-stelsel. De uitslag van dit referendum, dat in september 1992 werd gehouden, was dat er voortaan vier politieke partijen mochten bestaan. In de parlementaire verkiezingen van december 1992 deden slechts twee partijen mee, waaronder de RPP. Deze won alle 65 zetels. Gouled zelf werd in 1993 voor de vierde keer als president herkozen. Het werd in 1994 in Djibouti weer vrede.
De economie van Djibouti kwam in de jaren 90 in een daling terecht. De Wereldbank omschreef de situatie in het land als kritisch. Tijdens deze periode begon Hassan Gouleds neef Ismaïl Omar Guelleh met zijn pogingen om zijn oom op te volgen als president.
Hassan Gouled kondigde op 4 februari 1999 aan dat hij bij de volgende verkiezingen zou aftreden. De RPP koos Guelleh als hun kandidaat voor de volgende verkiezingen. Hij won de verkiezingen van 1999 en volgde op 8 mei van dat jaar officieel zijn oom op.